# Arion simrothi
Arion simrothi is een slakkensoort uit de familie van de Arionidae. De wetenschappelijke naam van de soort is voor het eerst geldig gepubliceerd in 1909 door Kunkel.